# Ледник

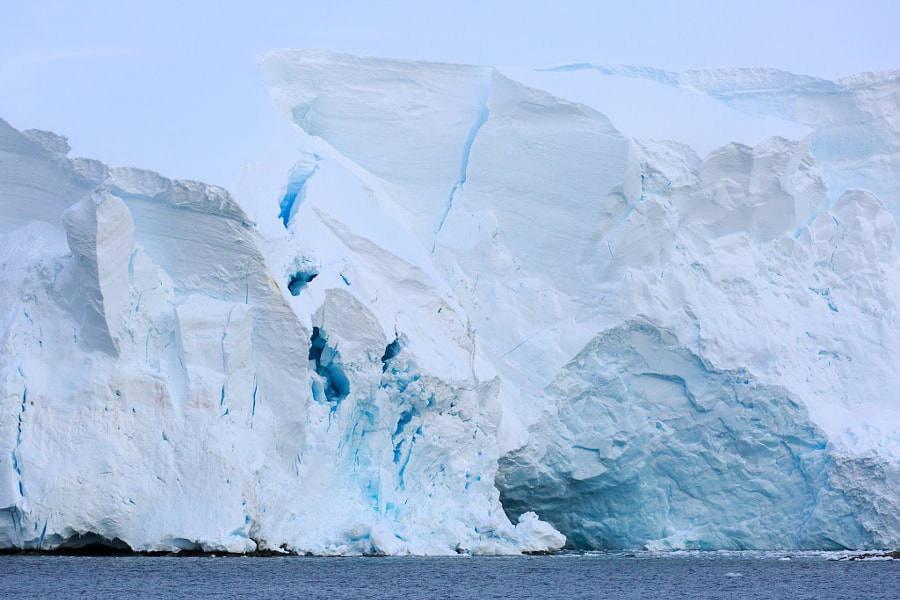
Ледник на западном побережье Земли Грейама

Ледни́к — масса льда преимущественно атмосферного происхождения, испытывающая вязкопластическое течение под действием силы тяжести и принявшая форму потока, системы потоков, купола (щита) или плавучей плиты. Ледники образуются в результате накопления и последующего преобразования твёрдых атмосферных осадков (снега) при их положительном многолетнем балансе.
Организация Объединенных Наций (ООН) объявила 2025 год Международным годом сохранения ледников на фоне того, что Венесуэла и Словения уже полностью лишились своих ледников. Таяние ледников признано как один из факторов глобального изменения климата считается частью современного научного консенсуса по теме. 

Отступающий ледник и его влияние на окружающий рельеф

## Образование

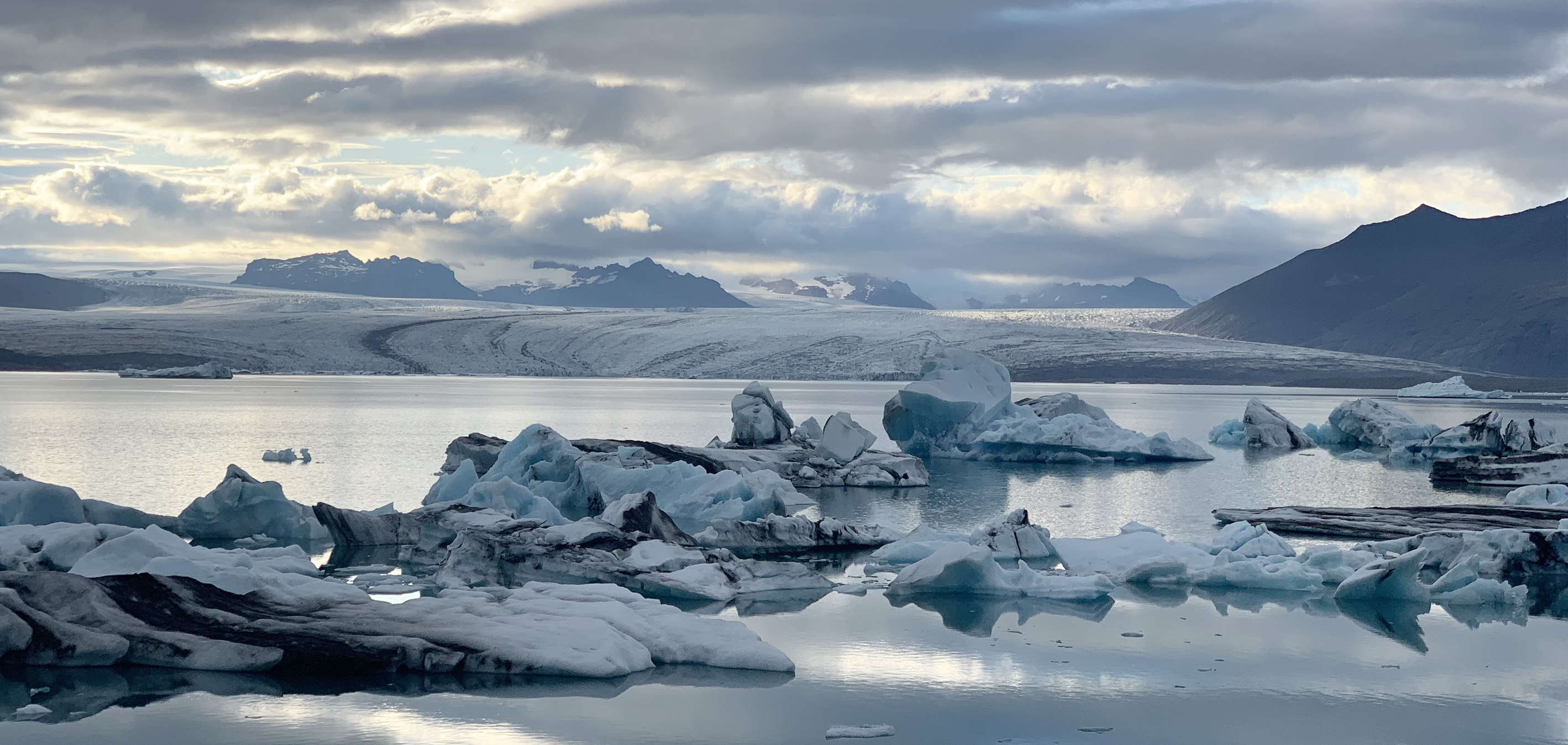
Ледяная лагуна Йёкюльсаурлоун у подножия ледника Ватнайёкюдль, Исландия, 2023

Общим условием образования ледников является сочетание низких температур воздуха с большим количеством твёрдых атмосферных осадков, что имеет место в холодных странах высоких широт и в вершинных частях гор. Однако, чем больше суммы осадков, тем выше могут быть температуры воздуха. Так, годовые суммы твёрдых осадков меняются от 30—60 мм в Центральной Антарктиде до 4500 мм на ледниках Патагонии, а средняя летняя температура от −40 °C в Центральной Антарктиде, до +15 °C у концов самых длинных ледников Средней Азии, Скандинавии, Новой Зеландии, Патагонии.
Преобразование снега в фирн, а затем в лёд может идти как при отрицательной температуре, так и при температуре таяния. В первом случае оно идёт путём рекристаллизации, вызываемой давлением вышележащей толщи и уменьшением пористости снега, во втором — посредством таяния снега с повторным замерзанием талой воды в толще (подробнее см. зоны льдообразования).
На леднике выделяют в верхней части область питания (аккумуляции) и в нижней части область расхода (абляции), то есть области с положительным и отрицательным годовым балансом массы. Эти две области разделяет граница питания, на которой накопление льда равно его убыли. Избыток льда из области питания перетекает вниз в область абляции и восполняет там потери массы, связанные с таянием, испарением и механическим разрушением.

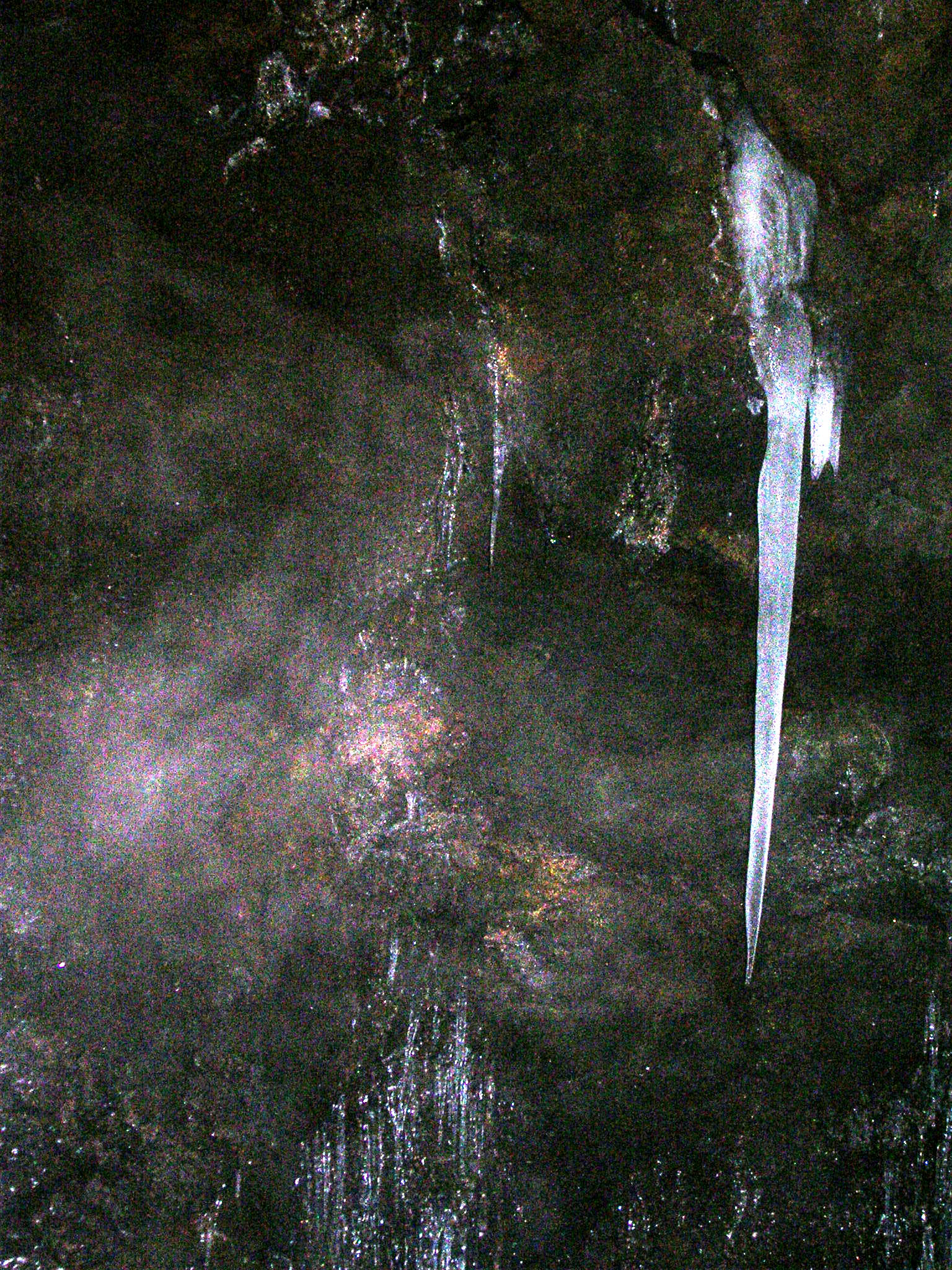
Пещера Grotta del Gelo на вулкане Этна, самый южный ледник в Европе

В зависимости от изменяющихся во времени соотношений аккумуляции и абляции происходят колебания положения края ледника. В случае существенного усиления питания и превышения его над таянием край ледника продвигается вперёд — ледник наступает; при обратном соотношении ледник отступает. При длительно сохраняющемся равновесии питания и расхода край ледника занимает стационарное положение.
Кроме таких вынужденных колебаний, прямо связанных с балансом массы, некоторые ледники испытывают быстрые подвижки (пульсации, сёрджи), которые возникают как результат процессов внутри самого ледника — скачкообразных перестроек условий на ложе и перераспределения вещества между областями аккумуляции и абляции без существенного изменения общей массы льда.
В геологической истории Земли наиболее значительные колебания ледников вызывали смену ледниковых периодов. Самая поздняя серьёзная деградация ледников, вызванная уменьшением позднеплейстоценового оледенения, имела место около 17-10 тысяч лет назад.
На Земле 99 % ледникового льда содержится в обширных ледяных щитах (также известных как «континентальные ледники») в полярных регионах, но ледники могут быть в горных хребтах на всех континентах, включая островные страны Океании, такие как Новая Зеландия. Между 35° северной широты и 35° южной широты ледники встречаются только в Гималаях, Андах, Скалистых горах, нескольких высоких горах в Восточной Африке, Мексике, Новой Гвинее и на Зард Кух в Иране. Современные ледники покрывают площадь свыше 16 млн км², или около 11 % суши. Ледниковый лёд является крупнейшим резервуаром пресной воды на Земле. В них сосредоточено более 25 млн км³ льда — почти две трети объёма пресных вод на планете.

Ледник «Перито-Морено» в национальном парке «Лос-Гласьярес» в Аргентинской Патагонии

В определённых условиях (низкая температура, низкая влажность воздуха, высокая солнечная радиация) на поверхности ледников могут образовываться кающиеся снега и льды — остроконечные образования, иногда достигающие длины нескольких метров, которые наклонены в направлении на полуденное положение солнца и напоминают коленопреклонённые фигуры молящихся. Впервые это природное явление было описано Чарльзом Дарвином в 1835 году во время его путешествия в Анды в Южной Америке.
Для областей питания горных ледников характерны бергшрунды или, иначе, подгорные трещины, которые отделяют движущийся ледник от неподвижных масс снега, фирна и льда на склонах.

## Классификация ледников
Существуют многообразные классификации ледников. Большинство из них морфологические или морфолого-динамические, использовавшиеся в основном при составлении каталогов ледников. Здесь приведена отечественная морфологическая классификация, применявшаяся при составлении Каталога ледников СССР с некоторыми дополнениями. Сходные схемы существуют во Всемирной службе слежения за ледниками (WGMS) и новом проекте каталогизации ледников (GLIMS). Кроме того, есть геофизические классификации ледников по их термическому режиму и гидротермическому состоянию.

### Морфологическая классификация ледников

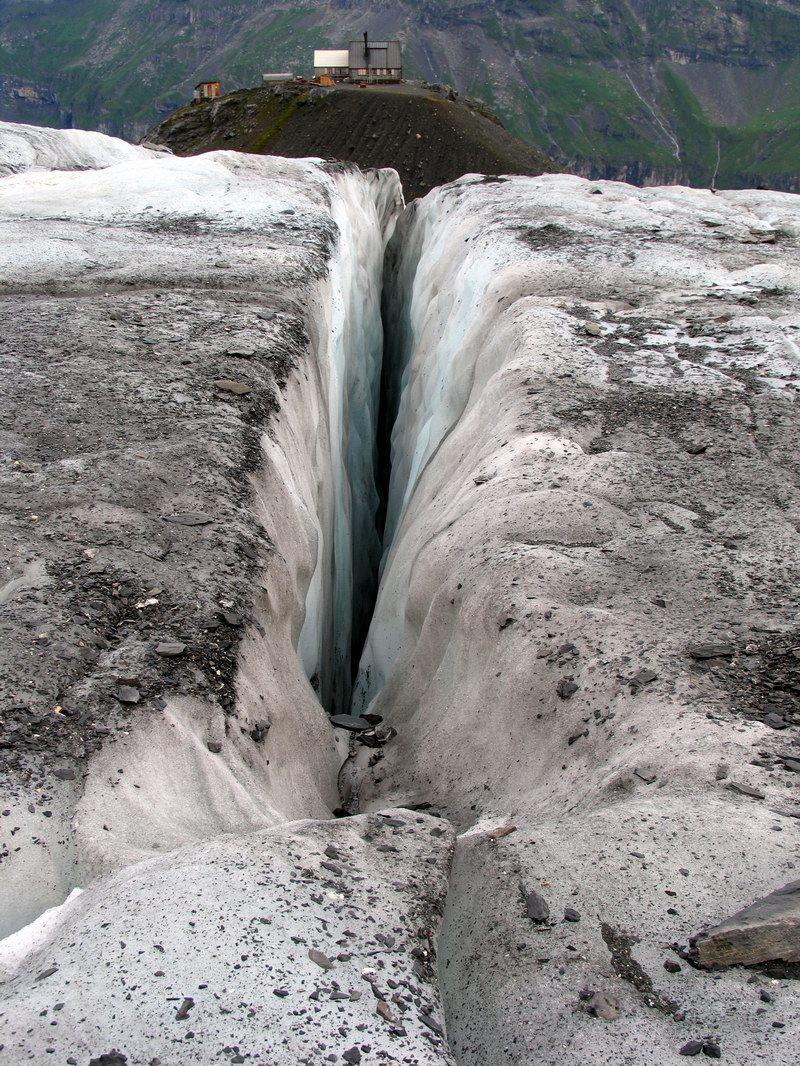
Ледовая трещина

- Горные ледники (горное оледенение) — наземные ледники, залегающие в горном рельефе, объединённые по морфологическим признакам. Форма ледников зависит от подстилающего рельефа, их движение определяется в основном силой стока.
  - Ледники вершин — лежат на вершинных поверхностях отдельных гор, хребтов и горных узлов.
    - Ледник конических вершин — покрывает со всех сторон отдельно расположенную вершину, со сравнительно ровным нижним краем, если склоны слабо расчленены, и с выводными языками, спускающимися по ложбинам и радиальным впадинам. В последнем случае ледник имеет звездообразный вид.
    - Ледник плоской вершины — имеет форму плосковыпуклого купола, покрывающего выровненные наклонные поверхности отдельных вершин и гребней. Заканчивается крутым обрывом и одним-двумя короткими выводными языками, спускающимися по ложбинам на склоне.
    - Кальдерный ледник — располагается в кальдере вулкана, иногда с одним или несколькими выводными языками.

  - Ледники склонов — занимают депрессии на склонах горных хребтов и отдельные участки слабо дифференцированных склонов.
    - Присклоновый ледник — небольшой ледник на узкой поверхности структурной террасы или какой-либо пологой площадке у подножья крутого уступа.
    - Висячий ледник — небольшой ледник, залегающий в слабо выраженных впадинах на крутых склонах гор и оканчивающийся высоко на склоне основной долины.
    - Каровый ледник — сравнительно небольшой ледник, лежащий в чашеобразном углублении склона — каре, созданном или расширенном деятельностью снега и льда.
    - Карово-долинный ледник — каровый ледник, язык которого спускается в нижележащую долину, но на расстояние, не превышающее одной-двух третей общей длины ледника.

  - Ледники долин — располагаются в верхних и средних частях горных долин.
    - Долинный ледник — ледник, язык которого расположен в ледниковой долине, а область питания (фирновый бассейн) — в чашеобразном расширении её верховья.
    - Сложный долинный ледник — ледник, образующийся из двух или более ледниковых потоков с самостоятельными областями питания. Сливаясь, такие потоки обычно до конца сохраняют самостоятельную структуру и разделяются срединной мореной.
    - Дендритовый ледник — сложный долинный ледник, состоящий из ряда притоков разного порядка с самостоятельными областями питания, вливающихся в главный ледник.
    - Ширококонечный ледник — ледник, язык которого спускается по горной долине до её выхода в следующую более широкую долину или на предгорную равнину, где распространяется вширь и часто имеет форму «лапы».
    - Предгорный ледник — обширный ледник, распластанный вдоль подножья горного хребта, образованный из нескольких долинных ледников с самостоятельными областями питания, слившихся при выходе на равнину.
    - Котловинный ледник — ледник, область питания которого находится в обширном цирке, а язык выходит за пределы образовавшейся котловины на расстояние одной-двух третей длины. Отличается от каровых и карово-долинных ледников намного бо́льшими размерами и толщиной до нескольких сотен метров.

  - Отдельно выделяются:
    - Перемётные ледники — один или несколько ледников, расположенных на противоположных склонах и имеющих общую область питания на седловине хребта. Они могут быть висячими, долинными и склоновыми.
    - Возрождённый ледник (регенерированный ледник) — долинный ледник, лишённый фирнового бассейна и питающийся обвалами льда с висячего или более высоко расположенного долинного ледника.
- Горнопокровные ледники (горнопокровное или сетчатое оледенение) — переходные от горных к покровным ледникам. Сочетают в себе локальные ледниковые плато и купола с большими долинными и предгорными ледниками в сквозных долинах.

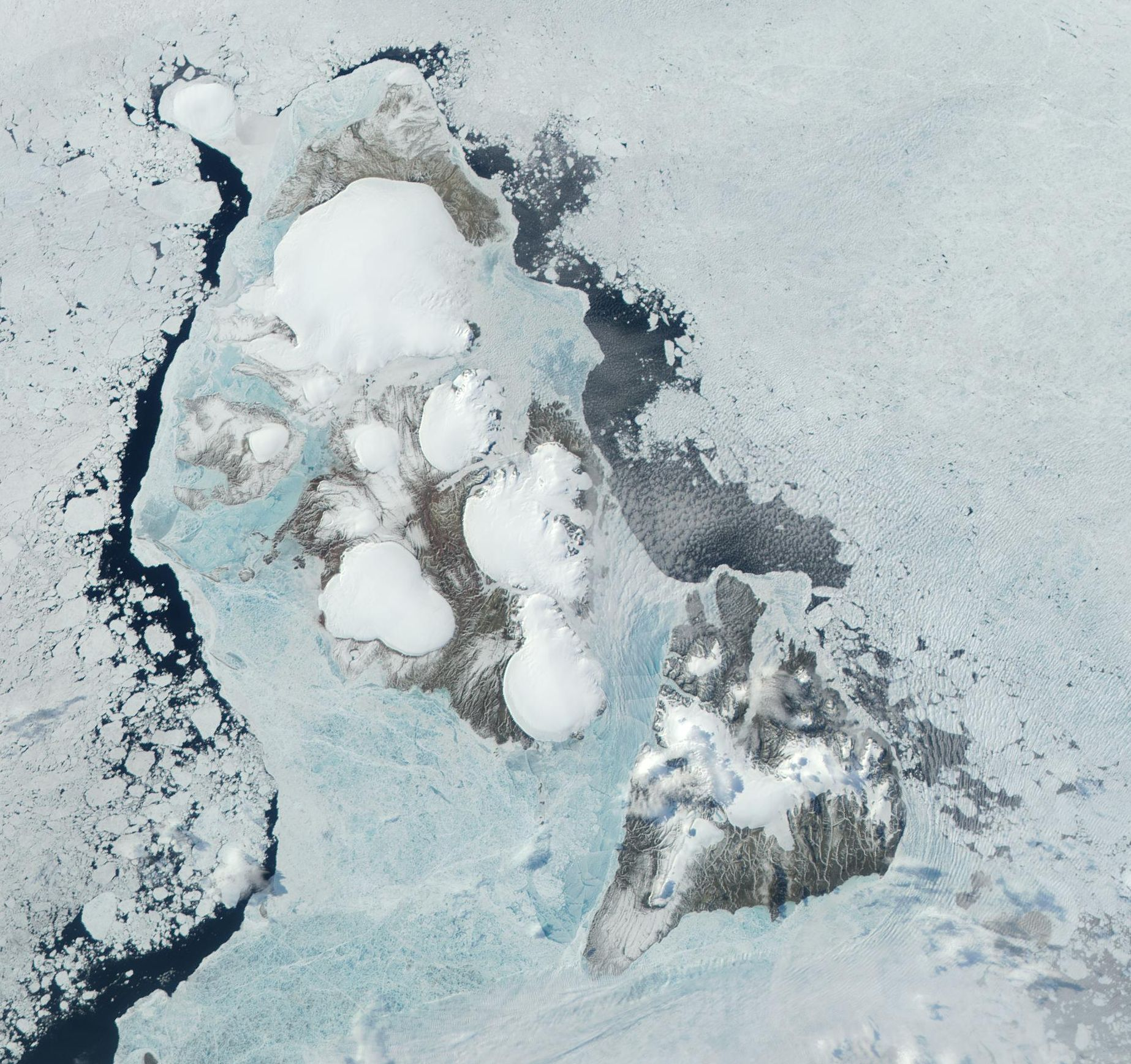
Ледниковые шапки на островах архипелага Северная Земля

- Покровные ледники (покровное оледенение) — класс ледников, куда объединены морфологические типы, форма которых не зависит от рельефа земной поверхности, а обусловлена распределением питания и расхода льда. Движение льда определяется преимущественно силой растекания и происходит, как правило, от центральной части к периферии.
  - Ледниковый покров (покровный ледник) — система ледниковых щитов, ледниковых куполов, выводных ледников, ледяных потоков и шельфовых ледников, погребающая сушу, шельф, в иногда и глубокие моря на площадях в сотни тысяч — миллионы квадратных километров. Различаются: наземные покровы, которые налегают на каменное ложе, расположенное выше уровня океана, и «морские» покровы, которые состоят из внутренних частей («морских» щитов и ледяных потоков), налегающих на глубоко погружённое каменное ложе, и периферических частей (шельфовых ледников), являющихся плавучими.
  - Ледниковый щит — выпуклый плоско-куполовидный ледник, характеризующийся значительной (свыше 1000 м) толщиной, большой (свыше 50 тыс. км²) площадью, примерно изометрической плановой формой и радиальным течением льда. Морфология и движение ледникового щита почти не зависит от рельефа ложа.
  - Ледоём — крупный элемент сетчатых ледниковых систем, который получает развитие в условиях горно-котловинного рельефа; — изометричные или слегка вытянутые в плане массы льда, заполняющие межгорные котловины. Развившиеся ледоёмы пополняются льдом за счёт впадающих в них долинных ледников, а кроме того, могут получать снежное питание и на свою собственную поверхность; — межгорные впадины и расширения речных долин, которые полностью заполнялись ледниками горного окружения[5][6].
  - Ледниковый купол (ледниковая шапка) — выпуклый ледник, сходный с ледниковым щитом, но имеющий толщину и площадь соответственно меньше 1000 м и 50 тыс. км².
  - Выводной ледник — быстро движущийся поток льда, через который происходит основной расход льда с данного ледосборного бассейна наземного ледникового щита. Залегает в скальной долине, в краевых частях обычно отмеченной выходами скал и нунатаков. Могут выходить за пределы ледниковых щитов и пересекать краевые возвышенности. При впадении в морские бассейны может питать шельфовый ледник или распадаться на айсберги.
  - Ледяной поток — полосовидный участок ускоренного движения льда «морского» ледникового щита, текущий в ледяных берегах, но обычно следующий долинообразным понижениям ложа. При впадении в морские бассейны может питать шельфовый ледник или распадаться на айсберги.
  - Шельфовый ледник — плавучий ледник, имеющий форму плиты с почти горизонтальными верхней и нижней поверхностями, значительной толщиной (в сотни метров) и большой горизонтальной протяжённостью. Питается за счёт аккумуляции снега, притока льда с суши, и намерзания льда из морской воды снизу. Обычно имеет свободный край (барьер), от которого откалываются айсберги. В краевой части намерзание на нижней поверхности обычно сменяется таянием. Подразделяются на внешние, прикреплённые к выровненному или выпуклому берегу, и внутренние, охваченные берегами с нескольких сторон. И те, и другие могут иметь контакт с поднятиями дна.

### Геофизическая классификация ледников

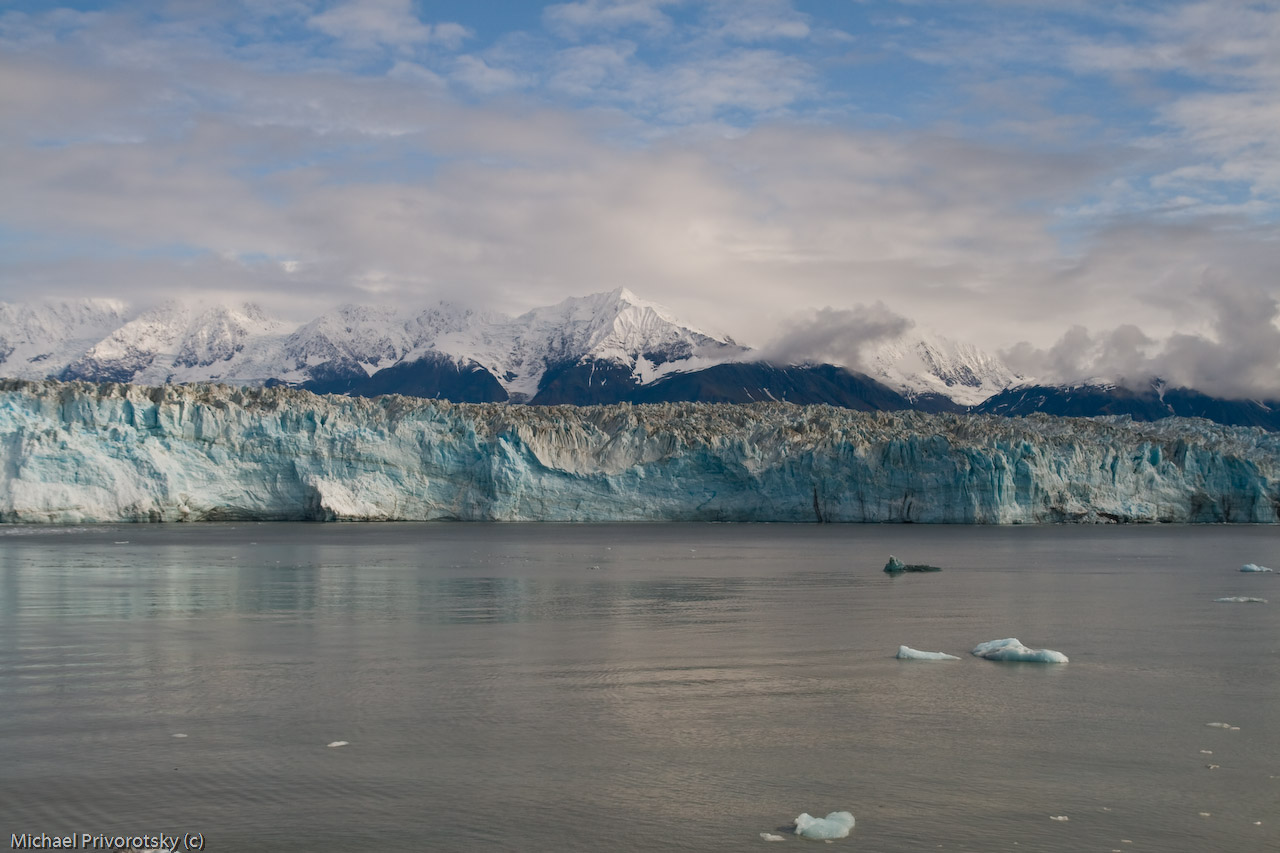
Ледник Хаббард, Аляска

Эта классификация учитывает географическое и климатическое положение ледников, их температурный режим и содержание воды во льду. При этом под тёплым льдом понимается лёд, находящийся при температуре плавления и содержащий в себе некоторое количество жидкой воды, а под холодным льдом — имеющий температуру ниже точки плавления.
- Полярные ледники (холодные ледники):
  - высокополярные и сильно континентальные ледники, полностью холодные и полностью сухие
  - ледники более низких широт и континентальных областей умеренных широт, полностью холодные зимой и кратковременно слабо влажные на поверхности летом.
- Субполярные ледники (переходные ледники):
  - сходные с предыдущим подтипом, но у их ложа в центральной части ледников есть тонкий слой тёплого льда
  - высокогорные, ледники в области аккумуляции состоит из холодного и сухого льда, а в области абляции из тёплого и влажного
  - высокоширотные в районах с морским климатом, ледники в области аккумуляции состоят из тёплого льда, а в области абляции из холодного льда
  - слабоконтинентальные, ледники в области аккумуляции состоят из верхнего слоя холодного льда и нижнего тёплого льда, а в области абляции целиком из холодного льда
- Умеренные ледники — в районах с морским климатом, тёплые и влажные во всей толще.

## Методы исследования
В современной гляциологии используются следующие методы исследования ледников:
- Спутниковый мониторинг, позволяющий определять изменение площади и поверхностные скорости течения ледников;
- Радиолокационная съёмка, позволяющая определять толщину ледников с помощью моноимпульсного радиолокатора;
- Установка GPS буев, позволяющая с высокой точностью регистрировать поверхностное движение ледников;
- Бурение с целью получения керна, который позволяет получить данные о составе и физико-химических свойствах льда.

## Флора и фауна
Из-за пониженных температур флора и фауна ледников и глетчеров не отличается разнообразием. Однако и здесь можно найти виды, приспособившиеся к суровым условиям — к примеру, глетчерную блоху.